# Чуриков, Геннадий Петрович
Геннадий Петрович Чуриков (1 июля 1923, Курган, Челябинская губерния — 11 июля 1982, Покотиловка, Харьковская область) — участник Великой Отечественной войны, старшина Рабоче-крестьянской Красной Армии, полный кавалер ордена Славы (1970).

## Биография
Геннадий Петрович Чуриков родился 1 июля 1923 года в семье рабочего в городе Кургане Курганского уезда Челябинской губернии, ныне город — административный центр Курганской области. Русский.
Окончил 7 классов железнодорожной школы (ныне школа № 30 города Кургана), работал слесарем паровозного депо Курган.
В феврале-марте 1942 года добровольцем через Курганский райвоенкомат ушел в Рабоче-крестьянскую Красную Армию. С апреля того же года сражался на фронтах Великой Отечественной войны. Вскоре был переведен в дивизионную разведку. Особо отличился в боях за освобождение Украины и Польши.
Весной 1944 года в районе населенного пункта Гаи Великие на Тернопольщине в составе группы разведчиков установил местонахождение укрытия вражеского бронепоезда. Разведчики под покровом ночи заминировали и взорвали железнодорожный пути, лишив бронепоезд движения, и сообщили координаты. Артиллерийским огнём бронепоезд был уничтожен. 4 августа 1944 года рядовой Чуриков под населенным пунктом Воля-Дцецка, находясь в разведке, с тремя бойцами в стычке уничтожил 2 вражеских солдат, а трех взял в плен. Приказом командира 336-й стрелковой дивизии от 21 августа 1944 года рядовой Чуриков Геннадий Петрович награждён орденом славы 3-й степени.
11 декабря 1944 года в составе группы захвата участвовал в рукопашной схватке в тылу противника у населенного пункта Радомысль-Вальки. Разведчики уничтожили 5 противники и одного взяли в плен. Приказом по войскам 60 армии от 10 февраля 1945 года рядовой Чуриков Геннадий Петрович награждён орденом славы 2-й степени.
В начале февраля 1945 года вблизи населенного пункта Домброва-Таранувка сержант Чуриков с группой бойцов ворвался во вражескую траншею, огнём из автомата уничтожил расчет станкового пулемета, гранатами подорвал блиндаж, захватил 4 повозки с возницами. Приказом по войскам 60-й армии от 21 марта 1945 года разведчик 408-й отдельной разведывательной роты 336-й стрелковой дивизии сержант Чуриков Геннадий Петрович, беспартийный, награждён орденом славы 2-й степени повторно.
Войну разведчик закончил в Чехословакии. Будучи награждённым тремя орденами Славы не являлся полным кавалером. Участвовал в Параде Победы на Красной площади 24 июня 1945 года. После войны продолжил службу в армии. В 1952 году уволен в запас. Поселился в п. Покотиловка Харьковской области.
В начале 1970-х годов приехал в Сахалинскую область. Жил на острове Шикотан, в селе Крабозаводском Южно-Курильского района Сахалинской области РСФСР. Работал шофером на рыбокомбинате «Островной».
Указом Президиума Верховного Совета СССР от 17 февраля 1970 года в порядке перенаграждения Чуриков Геннадий Петрович награждён орденом Славы 1-й степени. Аннулирован был орден Славы 2-й степени полученный в марте 1945 года. Стал полным кавалером ордена Славы.
Геннадий Петрович Чуриков скончался 11 июля 1982 года. Похоронен в посёлок городского типа Покотиловка Покотиловского поселкового совета Харьковского района Харьковской области Украинской ССР, ныне Украина.

## Награды
- Орден Красной Звезды, дважды: 29 августа 1944 года[2]; 3 сентября 1944 года[3]
- Орден Славы I степени № 3189, 17 февраля 1970 года (перенаграждение)
- Орден Славы II степени № 19969, 10 февраля 1945 года[4]
- Орден Славы II степени, 21 марта 1945 года[5] (аннулирован в порядке перенаграждения)
- Орден Славы III степени № 135648, 21 августа 1944 года[6]
- Медаль «За отвагу»
- Юбилейная медаль «За доблестный труд. В ознаменование 100-летия со дня рождения Владимира Ильича Ленина», 1970 год
- Медаль «За оборону Сталинграда»
- Медаль «За победу над Германией в Великой Отечественной войне 1941—1945 гг.»
- Юбилейная медаль «Двадцать лет Победы в Великой Отечественной войне 1941—1945 гг.»
- Юбилейная медаль «Тридцать лет Победы в Великой Отечественной войне 1941—1945 гг.»
- Медаль «За освобождение Праги»

## Память
- Одна из улиц села Крабозаводское на острове Шикотан названа в честь героя[7].
- Мемориальная доска установлена на здании школы-гимназии № 30 города Кургана в 2006 году[8].
- Мемориальная доска установлена в селе Крабозаводском в сентябре 2020 года[9].